# أغنيس ميغيل
أغنيس ميغيل (بالألمانية: Agnes Miegel) (و. 1879 – 1964 م) هي صحفية، وشاعرة، وكاتِبة، من ألمانيا، ولدت في كونيغسبرغ، كانت عضوةً في الحزب النازي، توفيت في باد زالتسوفلن، عن عمر يناهز 85 عاماً.
اشتُهرت ميغيل بقصائدها وقصصها القصيرة التي تحدثت فيها عن بروسيا الشرقية، وعرفت أيضًا بدعمها للحزب النازي.

## السيرة الذاتية
وُلدت أغنيس ميغيل في 9 مارس من عام 1879 في مدينة كونيغسبرغ (التي تعرف حاليًا باسم كالينينغراد) في عائلة بروتستانتية، لوالدين هما التاجر أدولف ميغيل، وزوجته هيلين هوفر.
التحقت ميغيل بالمدرسة الثانوية للبنات في كونيسبرغ، وانتقلت في عام 1894 لتعيش في دار ضيافة في فايمار، حيث كتبت أولى قصائدها. أمضت في عام 1898 ثلاثة أشهر في باريس. تدربت في عام 1900 على التمريض في مستشفى للأطفال في برلين، وعملت كمدرس مساعد في مدرسة داخلية للبنات في مدينة بريستول الإنكليزية بين عامي 1902 و1904. وحضرت في عام 1904 تدريبًا للمعلمين في برلين، ثم اضطرت إلى إلغائه بسبب المرض. لم تكمل برنامجًا تدريبيًا في كلية الزراعة للبنات بالقرب من ميونيخ. اضطرت في عام 1906 إلى العودة إلى كونيسبرغ للاعتناء بوالديها المريضين، وبالأخص والدها الذي كان في ذلك الوقت قد أصبح ضريرًا. توفيت والدتها في عام 1913، وتوفي والدها أيضا في عام 1917.
جذبت منشوراتها الأولى في وقت مبكر من عام 1900 انتباه الكاتب بوريز فون مونشهاوزن، وتمكنت من نشر أولى مجموعاتها الشعرية بفضل الدعم المادي الذي قدمه لها، واستمر في الترويج لأعمالها لسنوات عديدة لاحقة. عاشت ميغيل في كونيغسبرغ حتى عام 1945 وذلك قبل فترة قصيرة جدًا من سقوط المدينة، وكتبت فيها العديد من القصائد والقصص القصيرة والتقارير الصحفية، وقامت بعدد من الرحلات. أعلنت ميغيل نفسها خلال الرايخ الثالث داعمة متحمسة للنظام، فقد وقعت على إعلان الولاء للدولة في عام 1933، وهو الإعلان الذي تعهد فيه 88 كاتبًا ألمانيًا بالوفاء الخالص لأدولف هتلر، وانضمت أيضًا في نفس السنة إلى الرابطة الوطنية للمرأة الاشتراكية (الجناح النسائي في الحزب النازي). انضمت في عام 1940 إلى الحزب النازي. في شهر أغسطس من عام 1944، في المراحل الأخيرة من الحرب العالمية الثانية، أطلق أدولف هتلر على ميغيل اسم «ثروة وطنية مرموقة»، وأضافها إلى قائمة أفضل الفنانين الألمان الذين تحرروا من جميع واجبات الحرب.
هربت ميغيل في شهر فبراير من عام 1945 على متن إحدى السفن الهاربة من الجيش الأحمر الذي كان يقترب من المدينة، ووصلت إلى الدنمارك في 5 مايو من العام نفسه، بقيت بعدها في معسكر أوكسبيل للاجئين حتى شهر نوفمبر من عام 1946، وعادت حينها إلى ألمانيا وظلت محظورة من النشر فيها حتى عام 1949، وذلك عندما أصدرت مبادرة اجتثاث النازية إعلانًا بعدم الاعتراض لها. بقيت ميغيل في بداية الأمر في أبيليرن مستعينة بعلاقتها مع راعيها السابق بوريز فون مونشهاوزن الذي مات منتحرًا في عام 1945. أعطيت ميغيل منزلًا في بلدة باد نندروف في عام 1948 بصفتها لاجئة، حيث استمرت بالكتابة حتى وفاتها.
كانت أغنيس تكتب في تلك الفترة قصائد وقصصًا قصيرة تتحدث بشكل أساسي عن بروسيا الشرقية، الأرض التي أمضت فيها سنوات شبابها. كانت ميغيل تعتبر صوت اللاجئين السياسيين الألمانيين الذين كانوا يعيشون في فترة ما قبل الحرب في تشيكوسلوفاكيا وبولندا وفي أجزاء من ألمانيا التي ضمتها بولندا والاتحاد السوفيتي بعد الحرب، وهم الذين اضطروا لمغادرتها عندما هزمت ألمانيا النازية. حصلت ميغيل على لقب» الأم بروسيا الشرقية« الفخري من معجبيها.
توفيت ميغيل في 26 أكتوبر من عام 1964 في إحدى المستشفيات في بلدة «باد سالزوفلن» في مقاطعة «ليبّه» الألمانية.

## العمل الأدبي
ظهرت أول مجموعة قصائد لأغنيس ميغيل بعنوان «غيديشته» (القصائد). كانت ميغيل قد نشرت بحلول عام 1945 ثلاثة وثلاثين كتابًا متنوعًا بين القصائد والقصص القصيرة والمسرحيات. وكانت تكتب بشكل منتظم في الصحف -ولاسيما صحيفة (جريدة الشرق البروسية)- والمجلات. كتبت ميغيل في بداية حياتها المهنية بشكل رئيسي عن موضوعات عالمية كدورة حياة الإنسان، والطبيعة، والعيش في الريف، والعلاقة مع الله ومع الماضي (وخصوصًا الماضي الألماني). وضعت ميغيل نسبة قليلة من هذه القصائد والقصص في بروسيا الشرقية، ولكنها أصبحت أكثر أعمالها شعبية. كانت أشهر قصائدها الأولى هي «دي فغون فون نيدن» (نساء عاريات) التي كتبتها في عام 1907، إذ إن بلدة نيدين (التي أصبحت تعرف الآن بنيدا، وتقع في ليتوانيا) ضحية لوباء الطاعون الدبلي، والنساء السبعة اللاتي نجين يقررن في نهاية المطاف أن يدفنّ أنفسهن أحياء بجوار الكثبان الرملية الزاحفة قريبًا من القرية.
ظهر في أعمال أغنيس التي كتبتها خلال فترة الرايخ الثالث شكاوى حول نير ثقيل يربط مدنًا كميميل ودانزينغ التي انفصلت عن ألمانيا بعد الحرب العالمية الأولى، وظهر أيضا تقديسها للحرب، وللأمهات اللاتي ينجبن أطفالًا ألمانيين. نشرت ميغيل في وقت مبكر من عملها الورقي في عام 1920 قصيدة «أوبا دي فايكسل دغوبو» (على الجانب الآخر من نهر فيستولا )، والتي أعيد نشرها في أوستلاند، وتحدثت فيها عن مواضيع الخوف من البولنديين، الذين اقترحت أنهم يريدون اجتياح بروسيا الشرقية في أشعارها. كتبت ميغيل قصيدتين غنائيتين لأدولف هيتلر، حملت الأولى منهما اسم «ديم فوغا» (القائد)، التي نشرت في عام 1936 واقتبس منها كتاب «فيغدن أون فيغك» (كُن واعمل)، الذي نُشر في عام 1938 ودرس فيه الكاتب حياة ميغيل وأعمالها. أما القصيدة الثانية، فقد حملت عنوان «أن دين فوغا» (إلى القائد) والتي اعتبرها تاوبور »تمجيدًا هستيريًا« لهتلر، وصدرت كمقدمة لكتاب »أوستلاند«. مُنع في منطقة الاحتلال السوفييتي في ألمانيا بعد الحرب العالمية الثانية كلٌّ من كتابَي »فيغدن أون فيغك« و»أوستلاند«. من الممكن القول -حسب تقدير ميغيل- إن أعمالها كانت خالية من معاداة السامية، على الرغم من أنها لم تكن خالية من إيديولوجية الدم والتراب النازية.
كتبت ميغيل بعد رفع الحظر عنها في عام 1949 بشكلٍ رئيسيّ عن بروسيا الشرقية كما تذكّرتها. حملت أولى مجموعة شعرية كتبتها ميغيل بعد الحرب عنوان Du aber bleibst in mir تعتبر قصصها وقصائدها المعروفة انعكاسات حزينة لموطنها الذي تعرض للتدمير وأصبح بعيد المنال إلى الأبد. وخير مثال على هذا هو قصيدتها الأكثر شهرة التي حملت عنوان «إز وا إن لاند» (كان ذلك بلدًا) التي نشرتها في عام 1949. يحكي بلاكبيرن أن القصيدة تلك »تظهر الصورة المثالية التي زرعتها منظمات الطرد – كما لو أن تلك المناطق كانت تعيش في وئام وسلام منقطعي النظير إلى أن انطلق الجيش الأحمر نحو الغرب، وكأنما سقطت الرحلة الجماعية للألمان من سماء زرقاء صافية«.
لم تكن ميغيل حاقدة على الروس والبولنديين الذي استولوا على بروسيا الشرقية فقد حثت قراءها في قصيدة نشرتها عام 1951 على »عدم كره أي شيء سوى الكره«.
رفضت ميغيل أن تتعرض للمساءلة على أعمالها خلال الحقبة النازية. وكان الشيء الوحيد الذي كانت تنوي قوله هو »علي أن أسوي ذلك مع ربي فقط، وليس مع أي شخص آخر«.
غالبًا ما كانت تتجاهل في منشوراتها التي كتبتها في ألمانيا بعد عام 1945 تلك الأعمال التي ألفتها في الفترة بين عامي 1933 و1945، في سعي منها للترويج لنفسها على أنها كاتبة غير سياسية.

## جوائز
حصلت على جوائز منها:
- جائزة الآداب من الأكاديمية البافارية للفنون الجميلة [الإنجليزية]‏ (1959)
- جائزة غوته (1940).

## روابط خارجية
- أغنيس ميغيل على موقع مونزينجر (الألمانية)
- أغنيس ميغيل على موقع ميوزك برينز (الإنجليزية)
- أغنيس ميغيل على موقع ديسكوغز (الإنجليزية)